# فرودگاه ماننینگ
فرودگاه ماننینگ (به انگلیسی: Manning Airport) یک فرودگاه همگانی است که یک باند فرود آسفالت دارد و طول باند آن ۱۷۰۱ متر است. این فرودگاه در کشور کانادا قرار دارد و در ارتفاع ۴۹۱ متری از سطح دریا واقع شده‌است.